# Cordovín
Cordovín è un comune spagnolo di 217 abitanti situato nella comunità autonoma di La Rioja.